# Centralne Muzeum Sił Lotniczych Federacji Rosyjskiej
Centralne Muzeum Sił Lotniczych Federacji Rosyjskiej (ros. Центральный музей Военно-Воздушных Сил РФ) – jedno z największych muzeów lotniczych na świecie; położone w Monino w obwodzie moskiewskim, około 20 km na wschód od Moskwy.  Do 2001 muzeum było zamknięte dla publiczności
Eksponatami są 173 samoloty i 127 silników lotniczych, głównie produkcji radzieckiej i rosyjskiej, a także mundury, uzbrojenie i inne eksponaty związane z lotnictwem. Muzeum posiada bibliotekę.

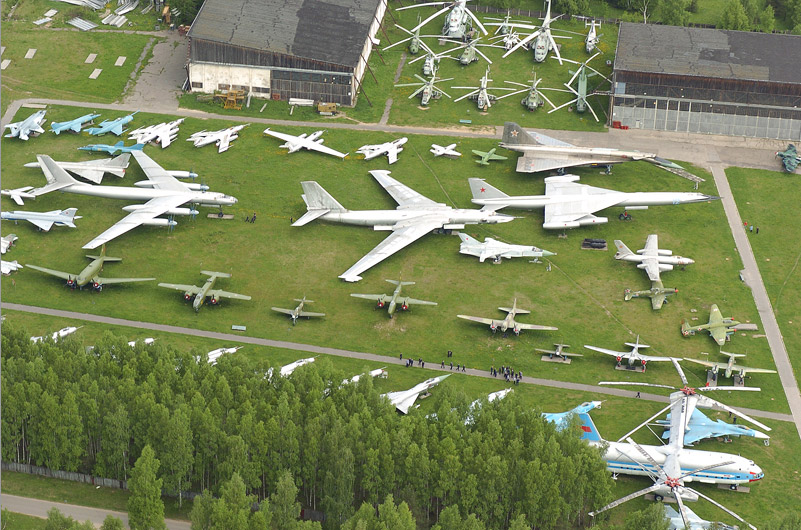
widok z lotu ptaka
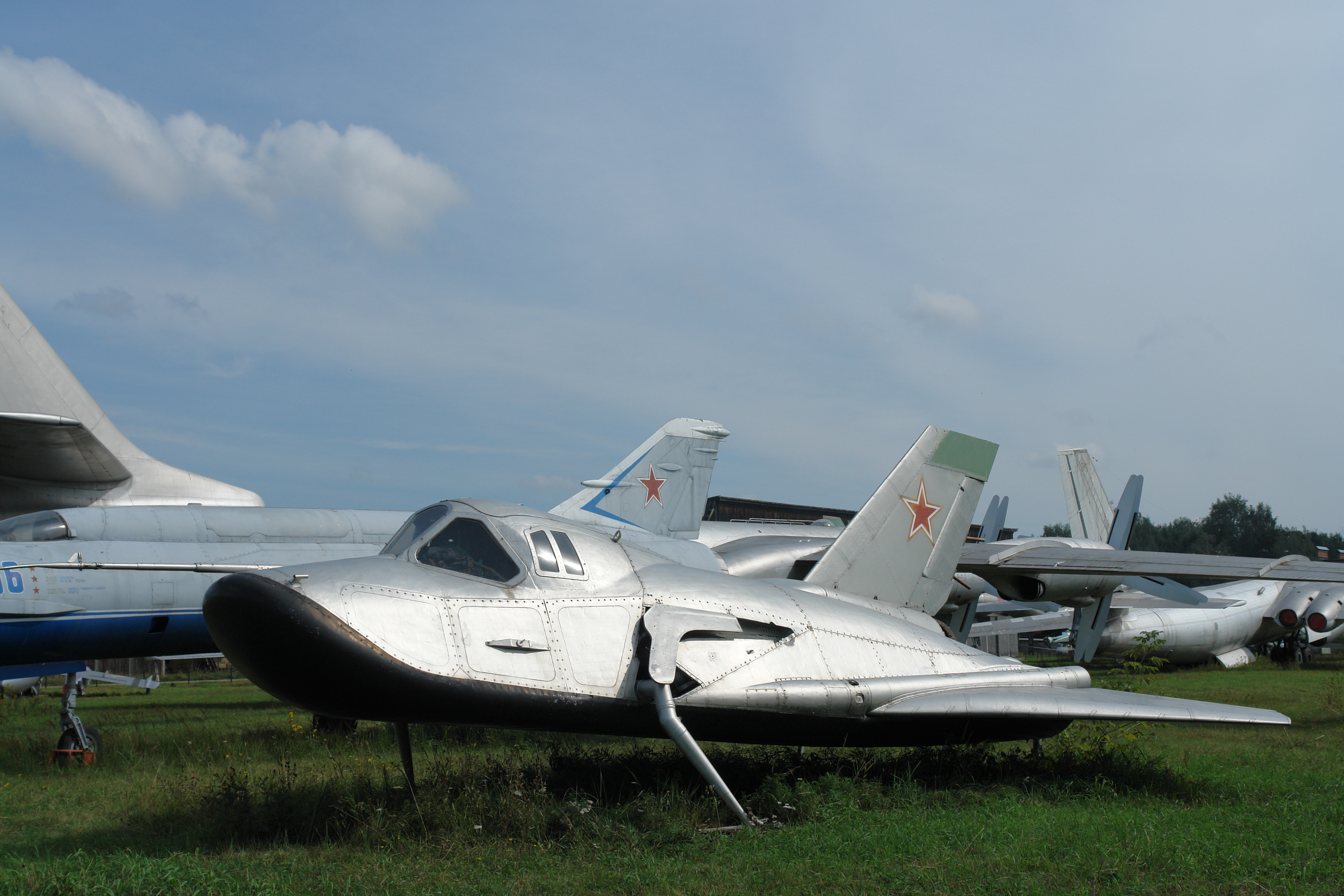
Mig-105, prototyp samolotu orbitalnego
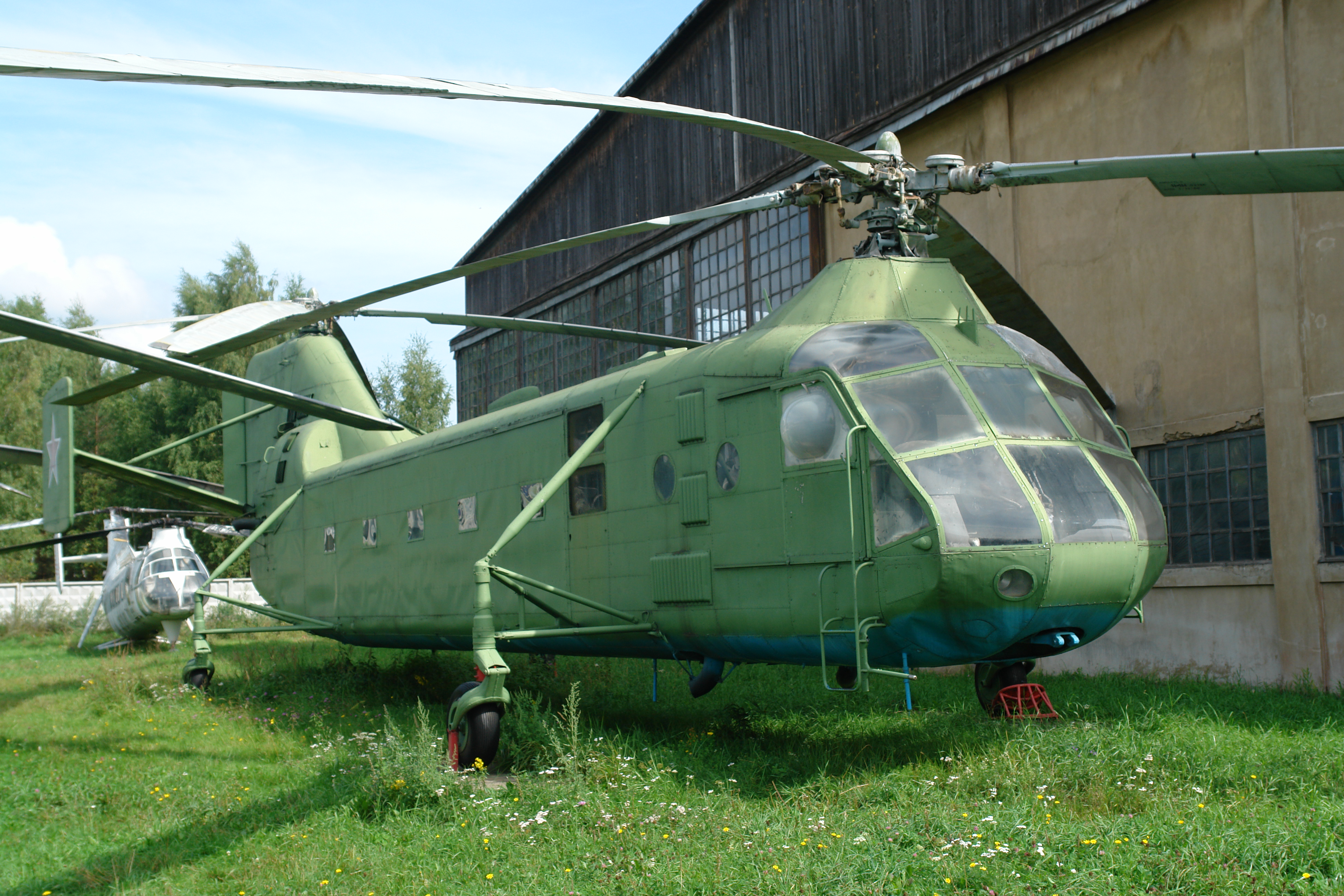
Jak-24
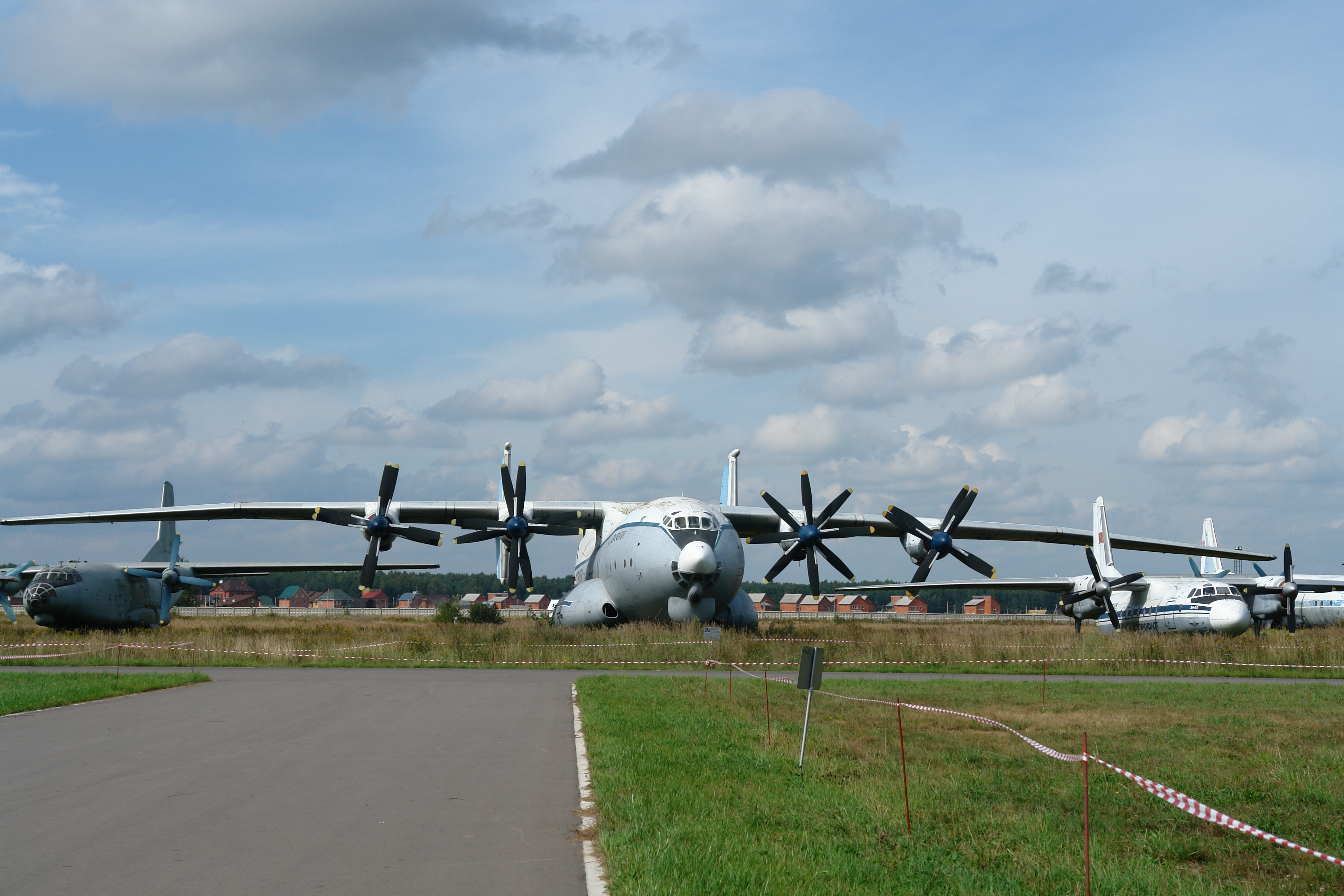
An-22
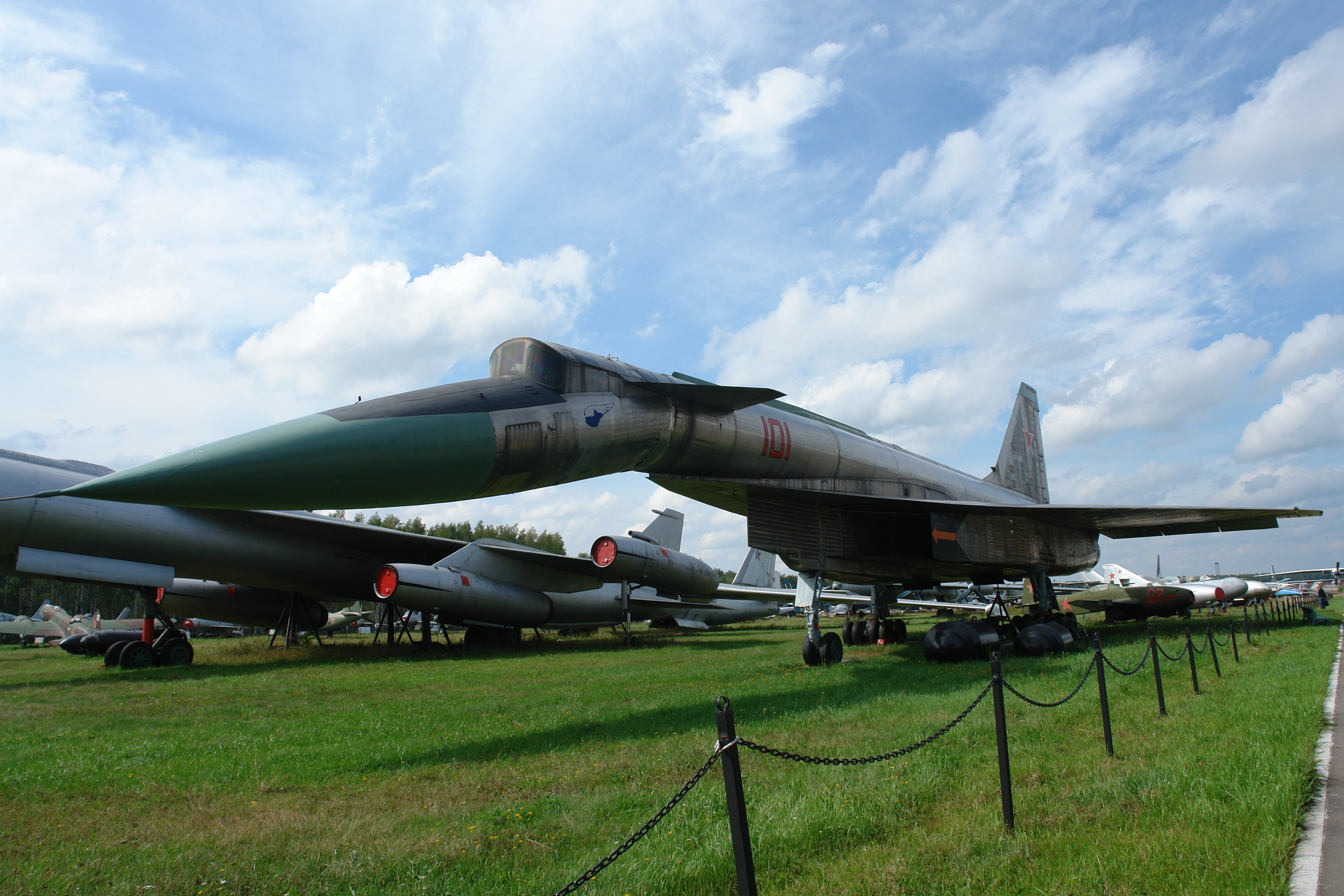
Suchoj T-4